# Aksujärvi (sjö i Enare, Lappland, Finland)
Aksujärvi eller Akshujävri är en sjö i Finland. Den ligger i kommunen Enare i landskapet Lappland, i den norra delen av landet, 1 000 km norr om huvudstaden Helsingfors. Aksujärvi ligger 206,2 meter över havet. Arean är 4,16 kvadratkilometer och strandlinjen är 14,95 kilometer lång. Sjön  ingår i Pasvik älvs huvudavrinningsområde.   Omgivningarna runt Aksujärvi är i huvudsak ett öppet busklandskap.
I övrigt finns följande i Aksujärvi:
- Hautasaaret (en ö)

I övrigt finns följande vid Aksujärvi:
- Akshuvärri (en kulle)